# Пръстени на кралица Теодора Смилец
Пръстените на кралица Теодора Смилец са два и са открити през 1915 г. в гроба ѝ в Банска, днес на територията на Косово. Те са шедьовър на златарското изкуство от първите десетилетия на 14 век.
През октомври 1322 година, майката на Стефан Душан, и първа съпруга на Стефан Дечански - Теодора Смилец, умира и е погребана в семейната гробна църква на Стефан Милутин в Банския манастир.

На единия от пръстените е изобразен двуглав орел, който се съхранява в Народния музей в Белград. Другият е в частната колекция на Любе Неделкович. На шията на двуглавия орел на първия пръстен е издълбан надпис:
| „ | Който го носи, Господ го закриля | “ |

## Проклятието
Пръстенът с двуглавия орел след откриването му е веднага предаден на престолонаследника Александър Караджорджевич. По време на политическата криза след атентата в Народната скупщина от суеверие Кардажорджевич предава пръстена в музея. 